# Warri Township Stadium
Warri Township Stadium ist ein Mehrzweckstadion in Warri, Bundesstaat Delta, Nigeria in der Cemetery Road. Es wird derzeit hauptsächlich für Fußballspiele genutzt und ist die Heimspielstätte des Warri Wolves FC
Das Stadion war Austragungsort der Endrunde der Fußball-Afrikameisterschaft der Frauen im Jahre 2006. Am 26. Juni 2008 fand hier das Abschiedsspiel von Jay-Jay Okocha statt.
Es hat eine Kapazität von 20.000 Zuschauern, wobei alle Plätze überdacht sind. Im Vorfeld der U-17-Fußball-Weltmeisterschaft 2009 wurde es renoviert.